# Junta Interamericana de Defensa
La Junta Interamericana de Defensa (JID) es una entidad de la Organización de Estados Americanos (OEA)  constituida formalmente el 30 de marzo de 1942 originada en una recomendación de los Ministros de Relaciones Exteriores reunidos ese año en Río de Janeiro. Su propósito es el asesoramiento permanente de la OEA.

## La reunión de Río de Janeiro
En la II Reunión de Consulta de los Ministros de Relaciones Exteriores realizada en 1940 en La Habana se aprobó la Resolución XIV "Asistencia Recíproca y Cooperación Defensiva de las Naciones Americanas" en la cual se ratificaba el procedimiento de consulta entre los Estados miembros y se reiteraba el concepto de que "un atentado de un Estado no americano contra la integridad o la inviolabilidad del territorio, soberanía o independencia política de un Estado americano sería considerado como un acto de agresión contra todos". En la misma reunión se resolvió recomendar  "La reunión inmediata, en Washington, de una comisión compuesta por técnicos militares o navales nombrados por cada uno de los Gobiernos, para estudiar y sugerir a éstos las medidas necesarias para la defensa del Continente".
Conforme tales antecedentes el Consejo Directivo de la Unión Panamericana aprobó en su sesión extraordinaria del 25 de febrero la creación de la Junta Interamericana de Defensa con sede en el Distrito de Columbia, que quedó constituida formalmente el 30 de marzo de 1942 y su labor consistiría "en preparar gradualmente a las Repúblicas americanas para la defensa del Continente mediante la realización de estudios y la recomendación de las medidas destinadas a tal efecto." El primer presidente de la entidad fue el teniente general S.D. Embick de nacionalidad estadounidense.
En la Conferencia Interamericana especial realizada en México entre el 21 de febrero de 1945 y el 8 de marzo se resolvió recomendar a los gobiernos que estudiaran la creación de un organismo militar permanente y que mientras tanto la JID continuaría como órgano de la Defensa Interamericana hasta que aquel se constituyera.
En la novena conferencia internacional americana realizada en Bogotá del 30 de marzo al 2 de mayo de 1948 crea la OEA y dispone que la asesoría en materia militar quedará cargo de un Comité Consultivo de Defensa –que tendría el carácter de no permanente- y de la Junta Interamericana de Defensa, que no es incorporada a la OEA queda como una organización asesora.

## Incorporación a la Organización de Estados Americanos
Por la Resolución 1848 de 2002 de la Asamblea General de la OEA, se encomendó al Consejo Permanente “que examine la relación entre la OEA y la JID para modificar la estructura e instrumentos básicos de la Junta en la medida necesaria para clarificar y alcanzar un consenso en torno a su situación con respecto a la OEA, incluido el principio de supervisión civil y la conformación democrática de sus autoridades”.
La situación que se mantuvo durante los primeros 58 años de vida de la OEA, pues nunca se reunió consenso para acordar la incorporación de la JID, a pesar de que el tema estuvo en la agenda, cambió el 15 de marzo de 2006, al cumplir la Junta 64 años de fundada,  cuando mediante resolución de la Asamblea General se establece que la JID sea una entidad de la OEA con base en el art. 53 de la Carta de dicha organización y aprueba en la primera sesión plenaria los estatutos que regirán la nueva entidad

## Objetivos y autoridades
Entre los objetivos de la Junta se encuentra el de prestar a la OEA y a sus Estados miembros los servicios de asesoramiento técnico, consultivo y educativo sobre temas relacionados con asuntos militares y de defensa en el Hemisferio para contribuir al cumplimiento de la Carta de la OEA.
El 26 de junio de 2015 asumieron como nuevas autoridades de la JID el Mayor Brigadier del Aire Mauricio Ribeiro Gonçalves de la Fuerza Aérea de Brasil, como director general de la Secretaría de la Junta y el 30 de junio de 2015 asume la Presidencia del Consejo de Delegados el vicealmirante Gonzalo Ríos Polastri de la Armada de Perú.

## Creación del Colegio Interamericano de Defensa
Un hecho significativo en la vida institucional de la JID fue la creación del Colegio Interamericano de Defensa (CID). Éste fue creado por disposición del Consejo de Delegados en el año 1962, como parte de su estructura y organización. 
El Colegio Interamericano de Defensa (CID), ubicado en el Fuerte Lesley J. McNair del Ejército de los Estados Unidos, se inauguró oficialmente el 9 de octubre de 1962 cuando el Secretario de Estado de los Estados Unidos Dean Rusk, entregó el edificio y los muebles interiores en nombre del gobierno de los Estados Unidos. El Doctor José A. Mora, Secretario General de la Organización de Estados Americanos (OEA), en aquel entonces, fue el principal orador durante la ceremonia de inauguración. 
La primera promoción, que consistía de 29 cursantes representando a 15 de los países americanos, recibieron sus diplomas el 20 de marzo de 1963 cuando el Vicepresidente de los Estados Unidos, Lyndon B. Johnson, hizo el discurso de graduación y la entrega de diplomas.
En 1989 al término de la Guerra Fría, se inicia un gran Proceso de Modernización de la Junta Interamericana de Defensa con la caída del Muro de Berlín en 1989, dado el repentino cambio del panorama mundial, por lo que fue necesario enfocar los esfuerzos de acuerdo a la nueva situación.
En el año 1993 la OEA emitió la resolución 1240, disponiendo que tanto la Asamblea General como la Reunión de Consulta de Ministros de Relaciones Exteriores y el Consejo de Permanente, tienen la facultad de requerir a la JID, asesoramiento y servicios consultivos de carácter técnico militar. Esta resolución recoge las necesidades y exigencias de un mundo en cambios y abre las puertas para que la JID, pueda dar respuestas a las nuevas demandas hemisféricas en materia de defensa y seguridad.
La nueva realidad hemisférica presenta requerimientos que, en muchos casos, incorporan un componente de carácter militar y en tal sentido, la Junta Interamericana de Defensa se encuentra en posición de prestar su cooperación. Tal es el caso de las actividades destinadas a lograr la remoción de las minas terrestres antipersonal.
A raíz de los atentados terroristas del 11 de septiembre de 2001, conocido como 9/11, nuevas demandas se hacen notorias en el panorama mundial, caracterizándose por el carácter multilateral de reacción ante las amenazas comunes. Se robustece el concepto de respuesta colectiva, solidaridad y cooperación entre los diferentes estados del hemisferio.
Mediante el documento AG/RES. 1848 (XXXII-0/02), la OEA continúa su proceso de reestructuración y modernización, encomendando al Consejo Permanente, en razón de “la importante suma del presupuesto del Fondo Regular que se asigna anualmente a la Junta Interamericana de Defensa (JID), que examine la relación entre la OEA y la JID y eleve recomendaciones a la Asamblea General, para modificar la estructura e instrumentos básicos de la Junta en la medida necesaria para clarificar y lograr consenso en torno a su condición con respecto a la OEA, incluido el principio de supervisión civil y la conformación democrática de sus autoridades. Este será un ejercicio multidimensional que probablemente requiera aportes especializados de varias comisiones permanentes del Consejo Permanente, incluidas inter alia la Comisión de Seguridad Hemisférica, la Comisión de Asuntos Jurídicos y Políticos y la Comisión de Asuntos Administrativos y Presupuestarios, con miras a transmitir el tema a la Conferencia Especial de Seguridad Hemisférica”.
El 28 de octubre de 2003 en la Ciudad de México, se realiza la Conferencia Especial de Seguridad, donde se definen las amenazas tradicionales, nuevas amenazas, desafíos y otras preocupaciones, mediante la Declaración sobre Seguridad en las Américas, (OEA/Ser.K/XXXVIII).
Durante los años 2004 y 2005 se siguen dando pasos concretos para definir el vínculo jurídico entre la JID y la OEA, buscando establecer un consenso en torno al tema y se elabora un nuevo estatuto de la JID.
El 15 de marzo de 2006, al cumplir la Junta Interamericana 64 años de fundada, mediante la resolución 1 (XXXII-E/06) de la Asamblea General se establece definitivamente que la JID sea una entidad de la OEA con base en el art.53 de la Carta de dicha organización y aprueba en la primera sesión plenaria los estatutos que regirán la nueva entidad.

## Estados miembros
- Antigua y Barbuda
- Argentina
- Barbados
- Belice
- Bolivia
- Brasil
- Canadá
- Chile
- Colombia
- Ecuador
- El Salvador
- Estados Unidos
- Granada
- Guatemala
- Guyana
- Haití
- Honduras
- Jamaica
- México
- Nicaragua
- Panamá
- Paraguay
- Perú
- República Dominicana
- San Cristóbal y Nieves
- Surinam
- Trinidad y Tobago
- Uruguay
- Venezuela